# 戸谷友則
戸谷 友則（とたに とものり、1971年11月17日 - ）は、日本の天文学者。東京大学大学院理学系研究科天文学専攻教授。専門は、宇宙論、銀河の形成、高エネルギー天体物理学。

## 来歴
愛知県名古屋市生まれ。1990年3月、千葉県立東葛飾高等学校卒業。1994年3月、東京大学理学部物理学科を卒業、東京大学大学院理学系研究科物理学専攻に進学。大学院での指導教官は佐藤勝彦。1996年4月、日本学術振興会特別研究員となる。1998年9月、東京大学大学院理学系研究科物理学専攻博士課程修了、博士（理学）の学位を取得。1999年1月、文部省国立天文台（現・自然科学研究機構国立天文台）理論天文学研究系助手となる。2001年8月、プリンストン大学天文学教室客員研究員となる。2003年6月、京都大学大学院理学研究科宇宙物理学専攻助教授に就任。2007年、教員の職階の呼称変更より准教授となる。2013年2月、東京大学大学院理学系研究科天文学専攻教授に就任。

## 業績
戸谷はファイバー多天体分光器をすばる望遠鏡に設置して100億光年以上離れた遠い銀河の光を観測するファストサウンド計画の責任者を務めている。
朝日新聞出版が発行する週刊誌『AERA』2014年3月10日号の17-21頁に掲載された記事『個性爆発の研究 めざせ知の頂上』で戸谷研究室が紹介された。

## 著書
- 宇宙の「果て」になにがあるのか　最先端天文学が描く時間と空間の終わり（ブルーバックス）（講談社 2018年）
- 爆発する宇宙　１３８億年の宇宙進化（ブルーバックス）（講談社 2021年）

## 所属学会
- 日本天文学会[1]
- 理論天文学宇宙物理学懇談会[1]
- 宇宙線研究者会議[1]
- 国際天文学連合[1]